# Aidos amanda
Aidos amanda is een vlinder uit de familie van de Aididae. De wetenschappelijke naam van de soort is voor het eerst geldig gepubliceerd in 1782 door Stoll.